# Phaeospora arctica
Phaeospora arctica är en lavart som beskrevs av Horáková och Vagn Alstrup. Phaeospora arctica ingår i släktet Phaeospora, och familjen Verrucariaceae. Arten är reproducerande i Sverige.